# Mouvement des gauches

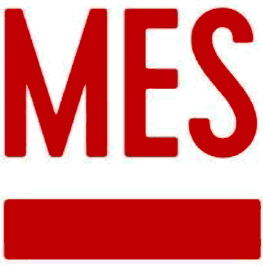
Logo du Moviment d'Esquerres

Le Mouvement des gauches (en catalan Moviment d'Esquerres) (MES) est un parti politique social-démocrate catalaniste partisan du droit à décider en Catalogne et en faveur de l'indépendance de la Catalogne. Il est issu en novembre 2014 de la fusion de la Nouvelle Gauche catalane et du Mouvement Catalogne (es), tous deux issus du Parti des socialistes de Catalogne.

## Historique
En juillet 2015, le MES rejoint la coalition Ensemble pour le oui avec la Convergence démocratique de Catalogne (CDC) et la Gauche républicaine de Catalogne (ERC). Lors des élections au Parlement de Catalogne du 27 septembre 2015, le mouvement obtient un siège de député, occupé par Magdalena Casamitjana i Aguilà.
Lors des élections au Parlement de Catalogne du 21 décembre 2017, le Mouvement des gauches est intégré dans la coalition Gauche républicaine de Catalogne - Catalogne oui.